# Xavier Arsène-Henry
Xavier Arsène-Henry, né le 10 mai 1919 à Bordeaux et mort le 19 juin 2009 à Paris 14e, est un architecte et urbaniste français. Militant du mouvement moderne, il a contribué tant au plan conceptuel qu'opérationnel, à l'industrialisation du bâtiment et à la politique des grands ensembles. Toutefois, son héritage en la matière est fortement critiqué de nos jours par plusieurs spécialistes d'urbanisme et d'architecture.

## Biographie

### Formation
Xavier Arsène-Henry est fils d'un ingénieur polytechnicien et le neveu de Charles Arsène-Henry, ambassadeur de France au Canada puis au Japon. Il entre à l'École nationale supérieure des beaux-arts en 1943 dans l'atelier de Georges Gromort et Louis Arretche. Il est diplômé en 1946 et obtient le Second Grand Prix de Rome en 1950.
Influencé par Arretche, mais aussi Marcel Lods et Vladimir Bodiansky, il participe au CIAM de Le Corbusier à partir de 1949. Il commence à participer au projet de construction du Grand ensemble des Grandes terres à Marly-le-Roi (Yvelines), projet mis en œuvre par Jean-Jacques Honneger et Marcel Lods, mais finalement, lui et son frère Luc abandonnent cette collaboration en 1953. 

### Œuvres
Il est nommé successivement urbaniste de Quimper, de Charente-Maritime et architecte conseil de la ville de Marseille. Dans le même temps, il crée la même année avec son frère, Luc Arsène-Henry (1923-1998), un cabinet d'architectes. Comme architecte-urbaniste en chef, il a conçu et supervisé plusieurs "grands ensembles" à Bordeaux, Nîmes et Montereau-Fault-Yonne. Son frère Luc dessine un grand nombre d'ouvrages d'art : ponts (pont du Point du jour à Paris) et barrages. Ensemble, ils ont inventé le béton de ciment blanc, mis en œuvre pour la première fois au monastère franciscain d'Orsay en 1952.
Il est estimé que l'agence des frères Arsène-Henry a assuré la maîtrise d'œuvre d'une dizaine de milliers de logements, et supervisé la construction de plus de 200 000 logements. Les projets d'urbanisme, conformes à la  charte d'Athènes, étaient constitués de tours et de barres organisés autour d'espaces verts. Leurs projets d'architecture reposaient quant à eux sur la mise en œuvre de systèmes constructifs, constitués de panneaux préfabriqués en béton blanc cannelé.
Il a enseigné à l'École nationale supérieure des beaux-arts de Paris, en tant que chef d'atelier extérieur à partir de 1951 puis en tant que chef d'atelier de 1968 à 1986 à l'Unité Pédagogique d'Architecture no 2. Son enseignement reposait sur le choix et la défense d'un parti pris fondé sur la lecture attentive du programme, la prise en compte du contexte environnemental et urbain, la cohérence de la démarche, et la lisibilité du rendu. Il a également collaboré avec le quotidien La Croix, par le biais de chroniques régulières.
Il décède à Paris le 19 juin 2009. Il est inhumé à Château-l'Évêque en Dordogne.
Ses fils, Luc Arsène-Henry junior (né en 1949) et Tristan Arsène-Henry (né en 1957) sont eux-mêmes architectes et spécialisés en bâtiments industriels et commerciaux.

## Principales réalisations des frères Arsène-Henry
- 1947-1955 : monument du Massacre d'Ascq à Ascq, Villeneuve-d'Ascq (Nord)
- 1948 : collabore au projet d'hôtel de ville d'Agadir (Maroc), avec l'ingénieur Vladimir Bodiansky et l'architecte Marcel Lods
- 1952 : monastère franciscain La Clarté-Dieu à Orsay (Essonne), premier bâtiment en béton ciment blanc.
- 1956-1961 : secteur industrialisé et grand ensemble Wilson, à Reims : 700 logements avec 2 tours (détruites en 2003) et barres
- 1958-1975 : ZUP de Surville à Montereau-Fault-Yonne (Seine-et-Marne), en collaboration avec Bernard Schœller, plus de 3 000 logements, dont notamment une tour expérimentale intégrant le premier exemple de logements évolutifs en France (en cours de démolition partielle)[3].
- 1959 : Bourse d'affrètement à Conflans-Sainte-Honorine (Yvelines)[4]
- 1960-1965 : ensemble d'habitations de luxe "La Rouvière" 83 boulevard du Redon à Marseille (6 barres et 1 tour, 2161 logements)
- 1960-1983 : ZUP de Pissevin-Valdegour à Nîmes (Gard)
- 1960 : Chapelle Saint-Luc à Montrouge (Hauts-de-Seine)
- 1964 : Immeuble de bureaux 35 rue Paul-Vaillant-Couturier à Levallois-Perret (Hauts-de-Seine)
- 1964-1968 : pont du Point-du-jour sur le Boulevard périphérique de Paris
- 1965 : résidence Dauphine à Louveciennes (Yvelines) : immeuble et lotissement concerté
- 1966 : église Sainte-Thérèse-des-Richardets, à Noisy-le-Grand (Seine-Saint-Denis)
- 1967 : Tour AIG à La Défense à Courbevoie (Hauts-de-Seine) : 99 mètres pour 27 étages, ancienne "Tour Aquitaine" ou "CB15"
- 1967-1998 : Quartier de Bordeaux-Lac : plan d'urbanisme d'un quartier construit sur environ 1 000 hectares de marais assainis. Le parti retenu est "la nature dans la ville, la ville dans la nature"[5]: espaces boisés délimitant les secteurs d'urbanisation : golf, parc des expositions, palais des congrès et zone hôtelière, hypermarché et zone commerciale, logements sociaux (clairière du Lauzun).
- 1970 : Ensemble résidentiel « Paris.15 » (nom de la brochure commerciale) au 106-120 avenue Félix-Faure dans le 15e arrondissement de Paris
- 1971 : Église Saint-Étienne de Nantes
- 1984 : Résidence Minerve (18 étages, 530 appartements) dans le quartier de La Défense à Puteaux (Hauts-de-Seine)

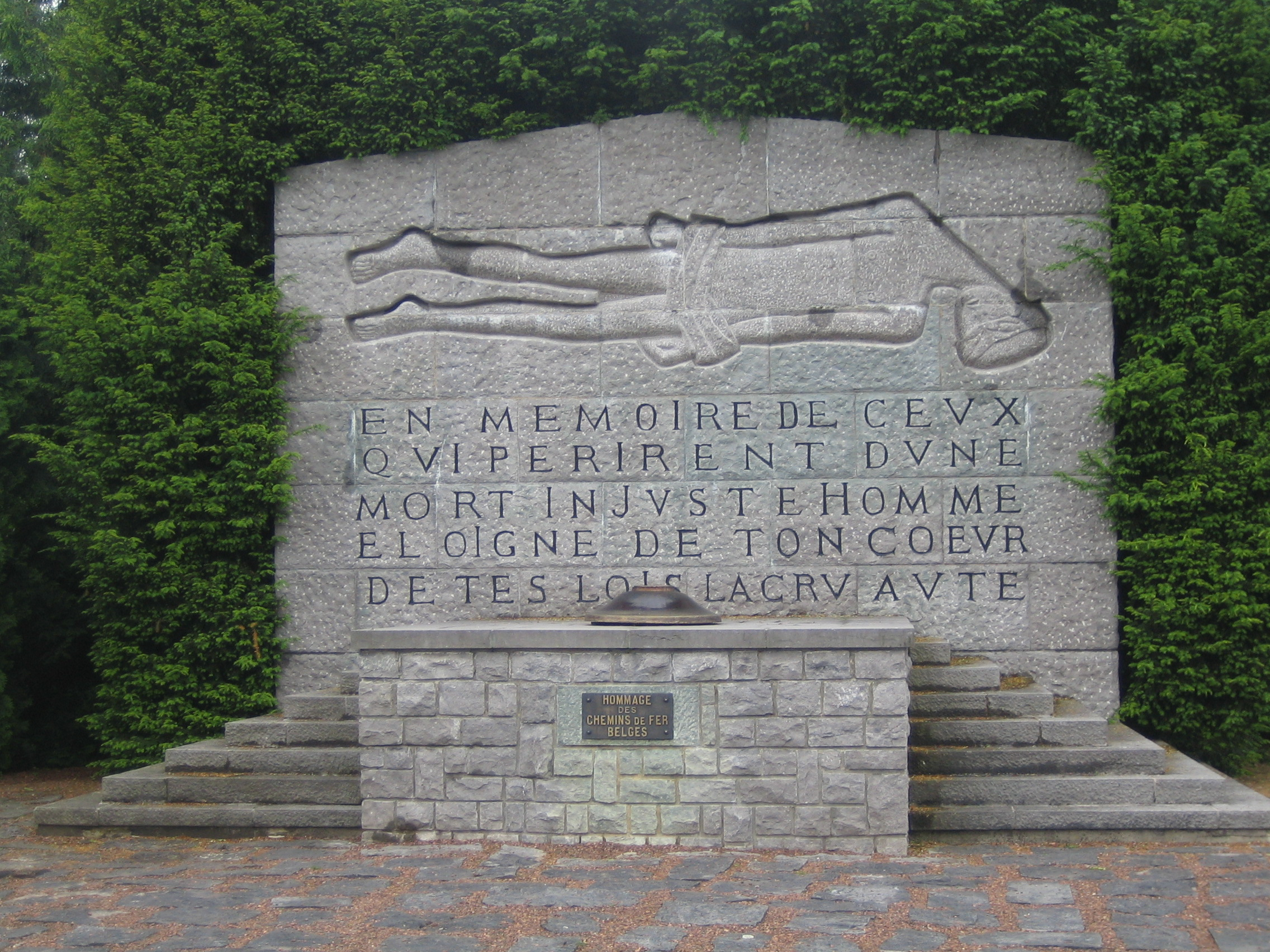
Ascq, Tertre des massacrés
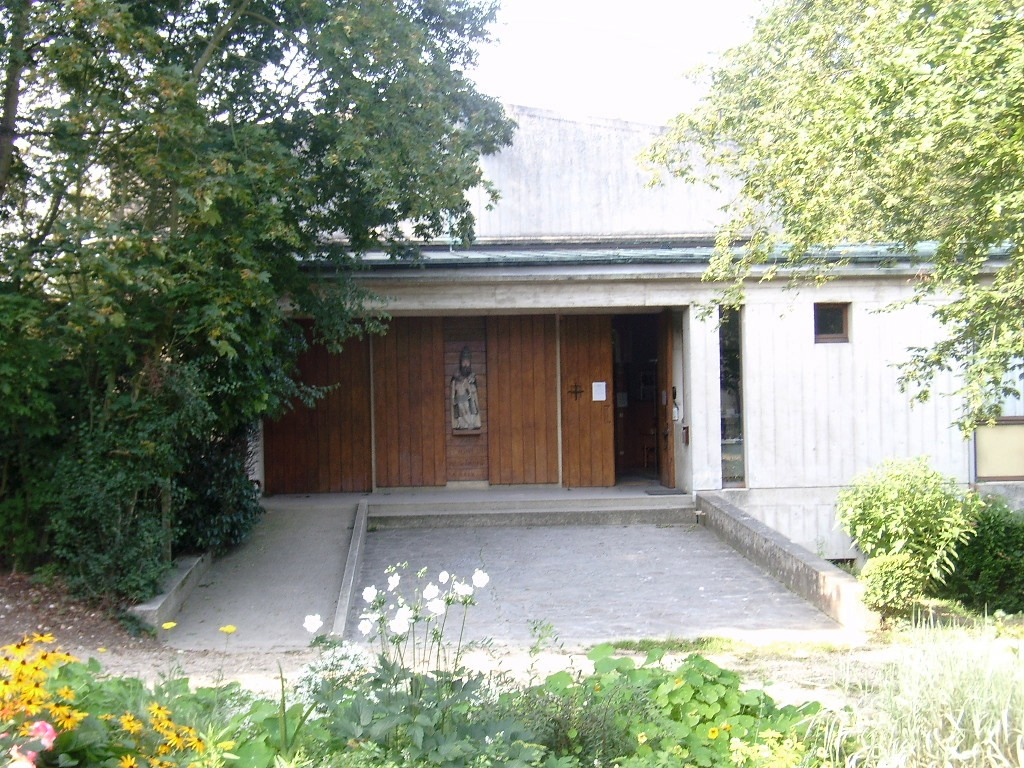
La chapelle de la Clarté-Dieu à Orsay
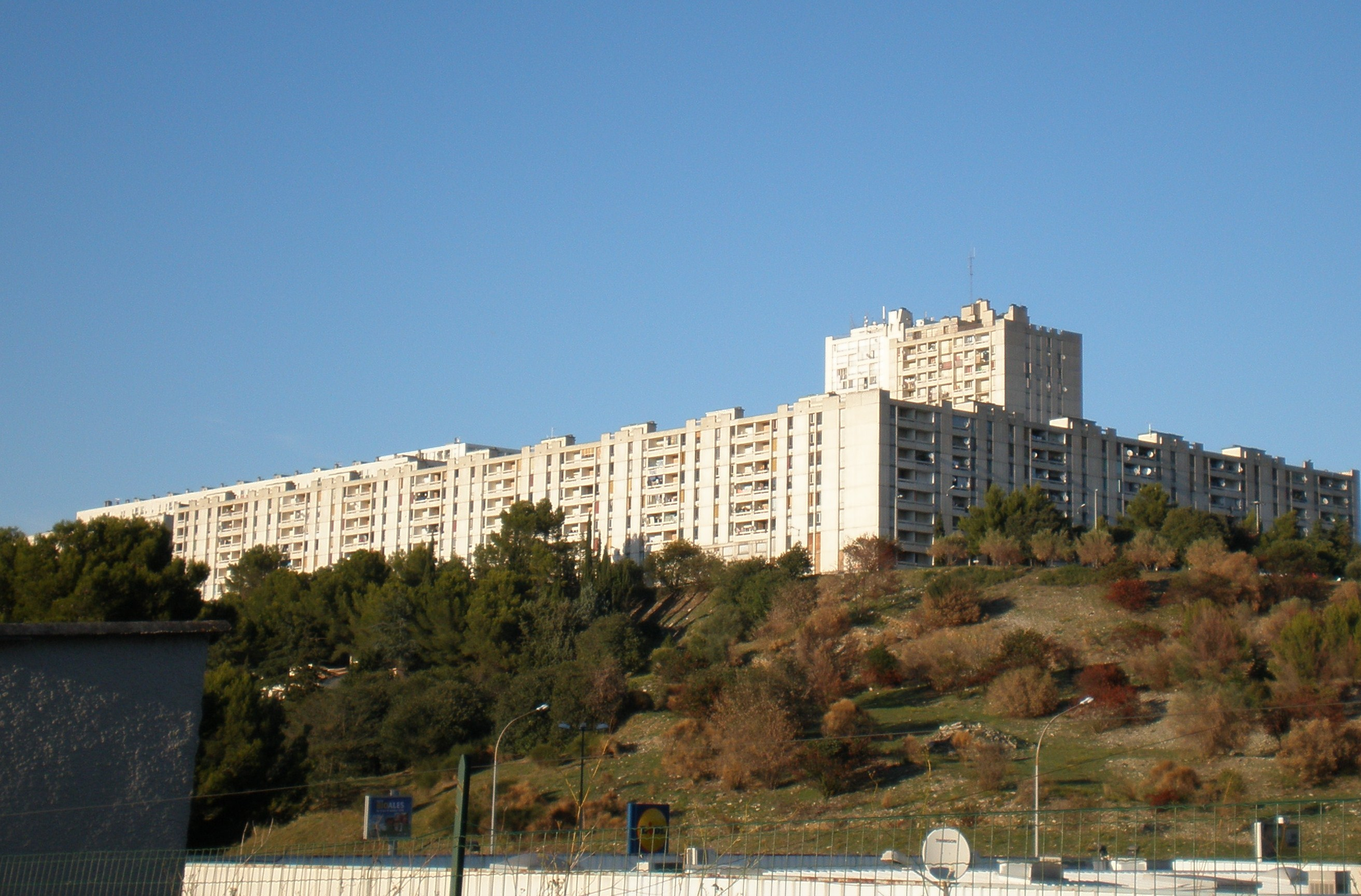
Valdegour, la ZUP Nord de Nîmes
Le quartier de La Rouvière (9e arrondissement) à Marseille
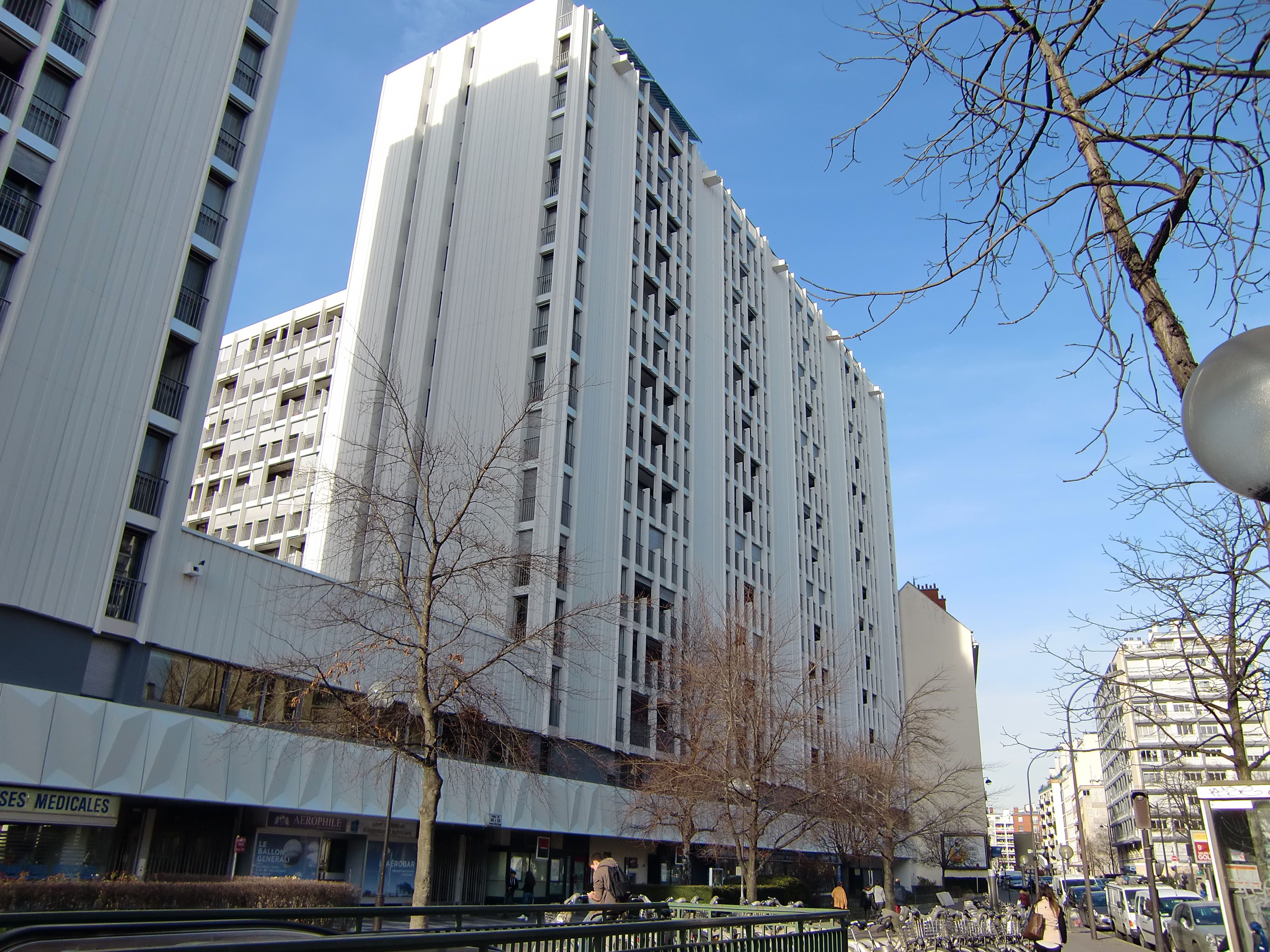
La résidence Paris.15 (dénomination de la brochure commerciale) (15e arrondissement) à Paris

## Critiques des réalisations
Plusieurs auteurs spécialistes d'urbanisme et d'architecture contemporaine décrivent aujourd'hui les réalisations urbaines des frères Arsène-Henry comme l'archétype des grands ensembles standardisés à l'extrême et de médiocre qualité. Certains de leurs grands ensembles, à l'instar de ceux de Montereau-Fault-Yonne, se sont dégradés de manière prématurée. Ne correspondant plus à la vision actuelle de l'urbanisme ni aux standards actuels, ils ont dû être démolis. Parmi les critiques : 
- François Loyer, dans son Histoire de l'architecture, tome III, l'époque contemporaine, qualifie Montereau-Surville de « médiocre »[7]
- Daniel Pinson, dans son ouvrage Architecture et modernité, qualifie Nîmes-Pissevin de « drame architectural »[8]

Xavier Arsène-Henry a assumé jusqu'au bout le choix de ses partis d'aménagement et d'urbanisme, qui sont à resituer dans le contexte de l'époque et dans le débat sur les grands ensembles.